# Dmitrijew-Lgowskij
Dmitrijew-Lgowskij (ros. Дмитриев-Льговский) – miasto w Rosji, w obwodzie kurskim nad rzeką Swapą.

## Historia
Podczas okupacji hitlerowskiej, w listopadzie 1941 roku Niemcy utworzyli getto dla żydowskich mieszkańców. Przebywało w nim około 40 osób. W marcu 1942 roku Niemcy zlikwidowali getto, a Żydów zamordowali. 